# Bremer Mühlen
Bremer Mühlen bestanden im Land Bremen in den Städten Bremen und Bremerhaven zunächst als Wassermühlen, später dann als Windmühlen in den verschiedenen Stadtteilen.

## Geschichte

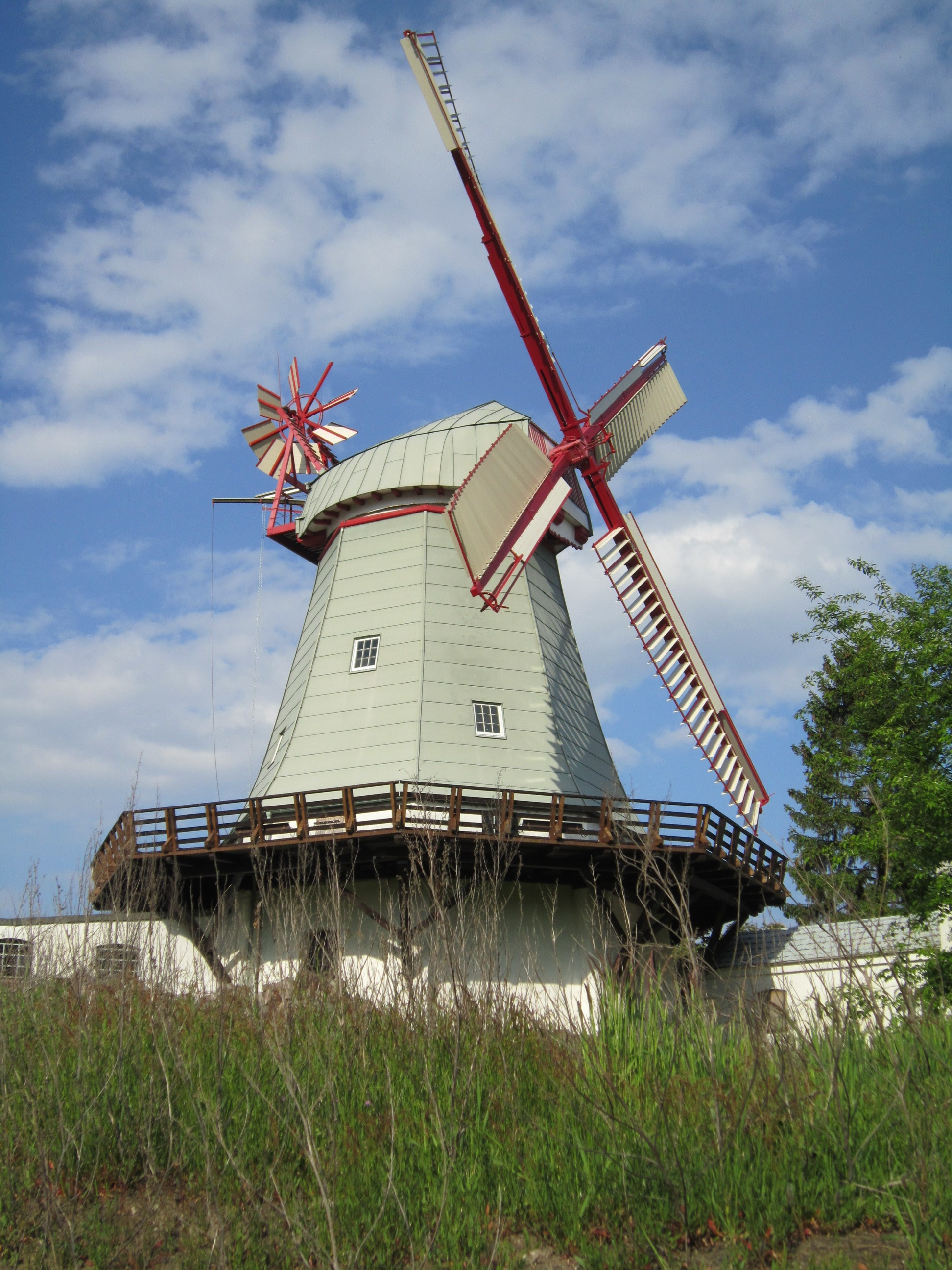
Arberger Mühle

Zunächst gab es in Bremen im Mittelalter im 13. Jahrhundert verschiedene Wassermühlen, die u. a. an den Jochen der Weserbrücken verankert waren. Der Erzbischof von Bremen übte das Mühlenregal aus, das Recht für den Bau und den Betrieb und die Pacht von Mühlen, verbunden mit dem Mühlen- oder Wasserlaufzins. Im 15. Jahrhundert trat er diese Rechte an die Stadt Bremen ab. Die Wassermüller hatten zugleich auch das örtliche Fischereirecht. Als die Weserbrücken im 19. Jahrhundert (1838/1841) steinerne Pfeiler erhielten, verschwanden diese Wassermühlen.
Windmühlen gab und gibt es in Bremen und Lehe seit dem 14. Jahrhundert auf zumeist erhöhtem Gelände (Dünenhügel, Deiche). In Bremen bestanden Mühlen beim Paulskloster, auf den Stadtwällen beim Altenwall, Doventorwall, Doventor und Stephanitor sowie Neustadtswallanlagen und Teerhof. In den späteren bremischen und Bremerhavener Ortsteilen standen zudem mehrere Mühlen. Erhalten sind in Bremen noch fünf Windmühlen.
Als Handdrehmühlen bzw. Quernen zur Herstellung u. a. von Grütze gab es im späten Mittelalter in Bremen ca. 80 Quernen und Umzu weitere 46.
An den Häfen entstanden im 19. Jahrhundert industrielle Getreidemühlen.

## Windmühlen

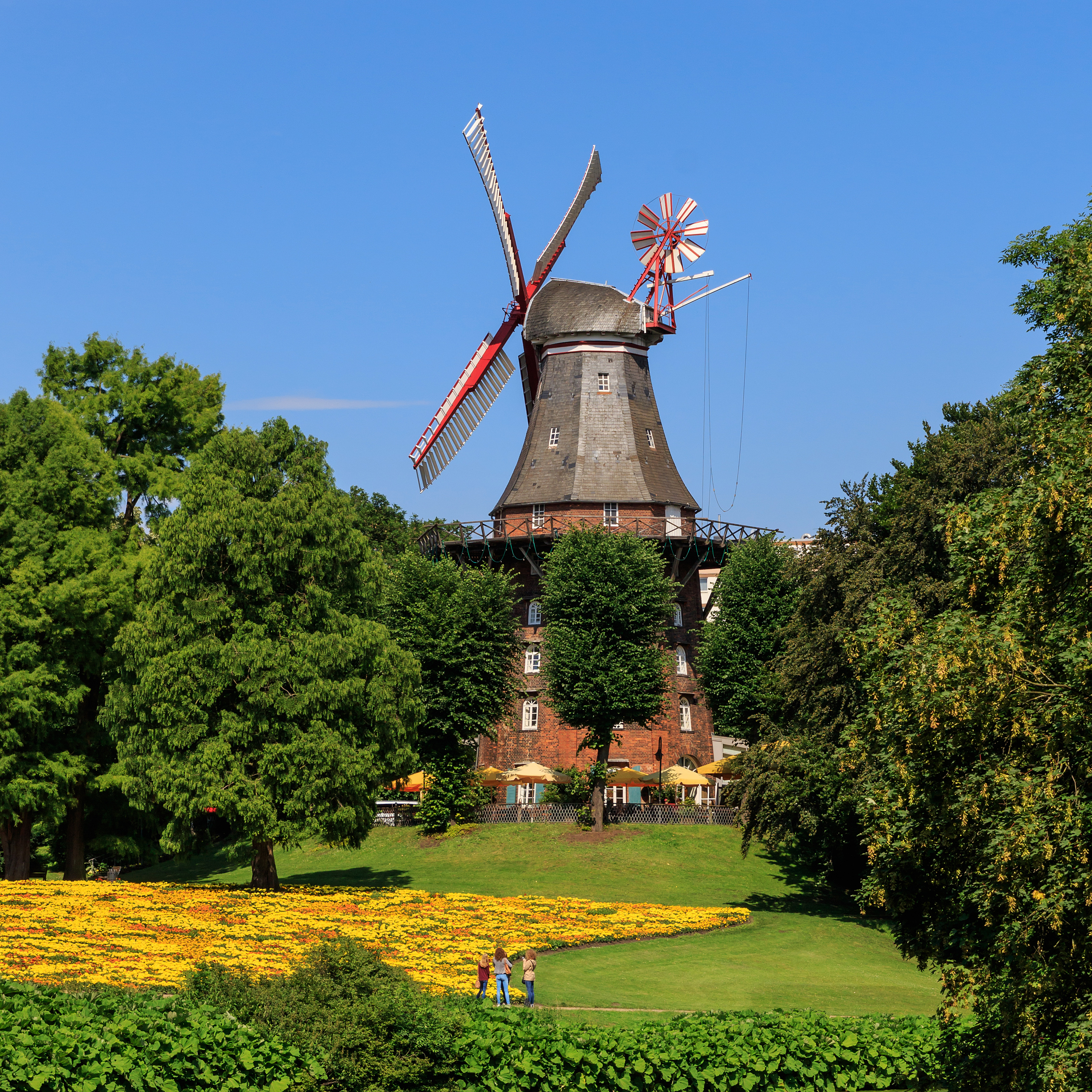
Herdentorswallmühle

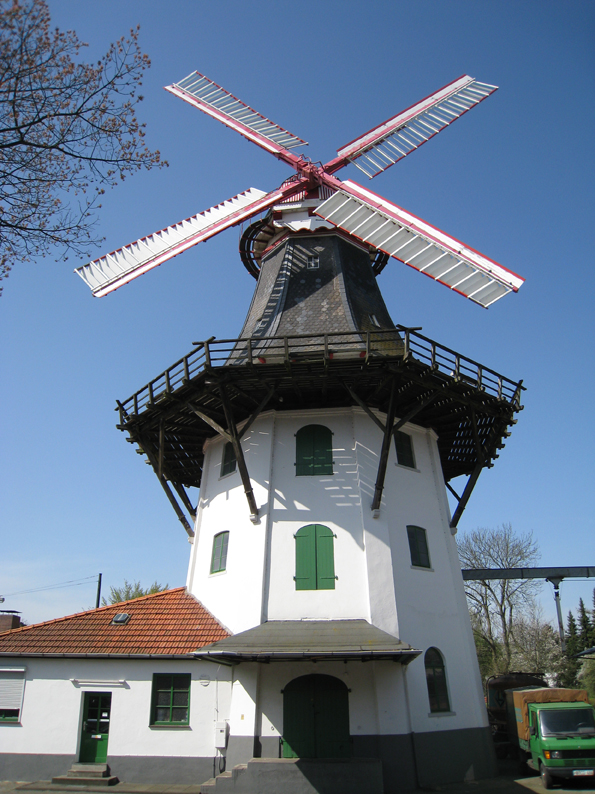
Horner Mühle

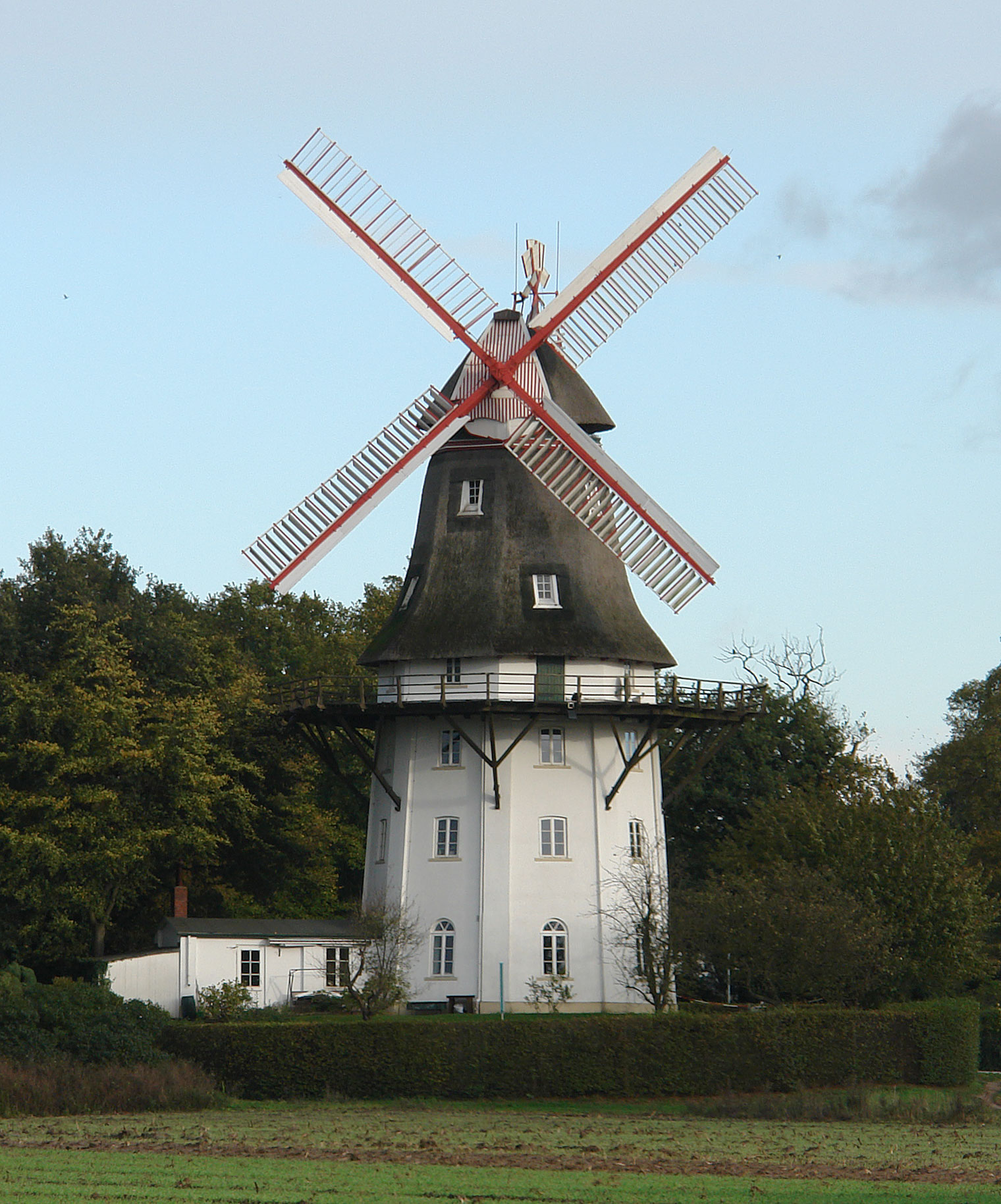
Oberneuland

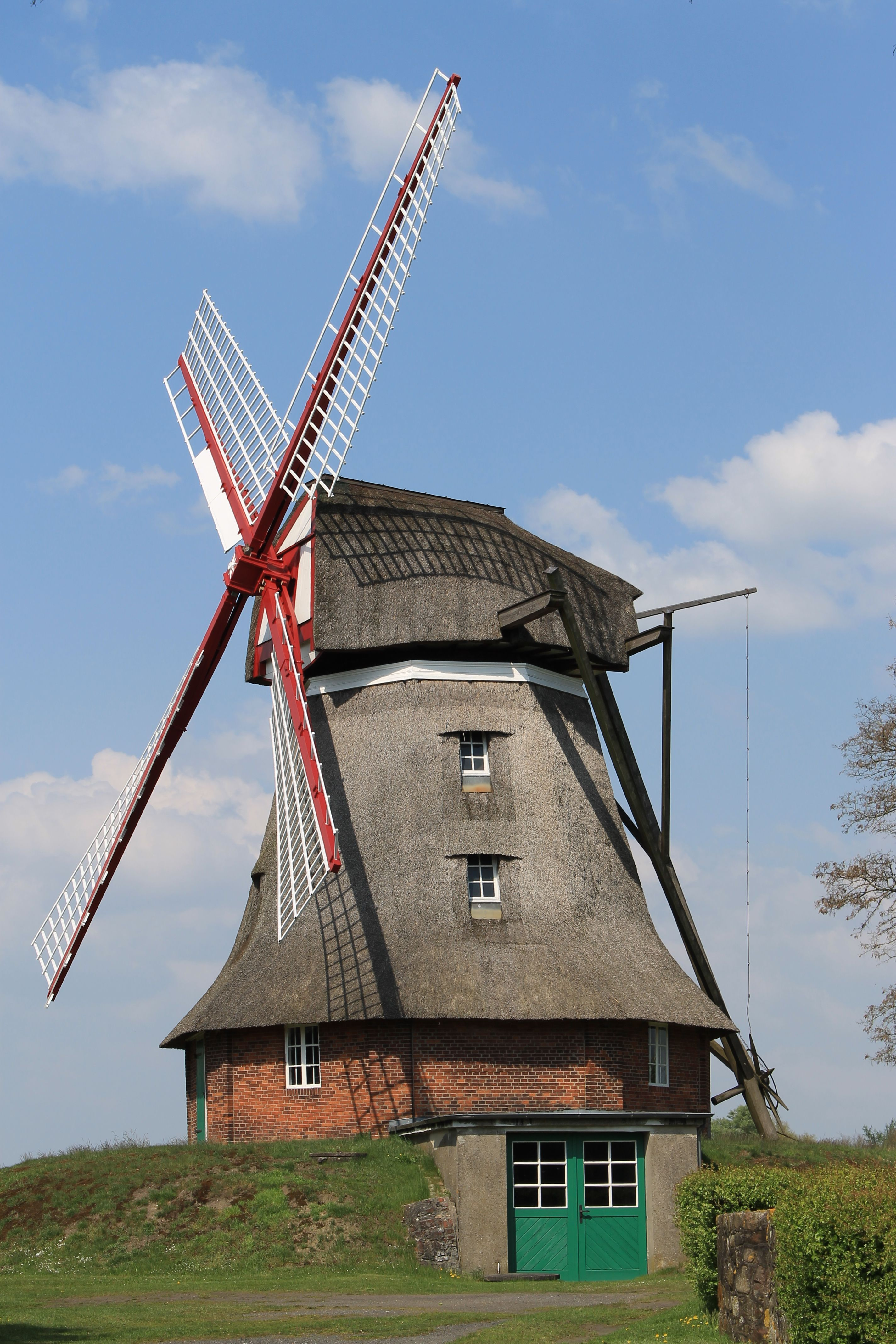
Rekumer Mühle

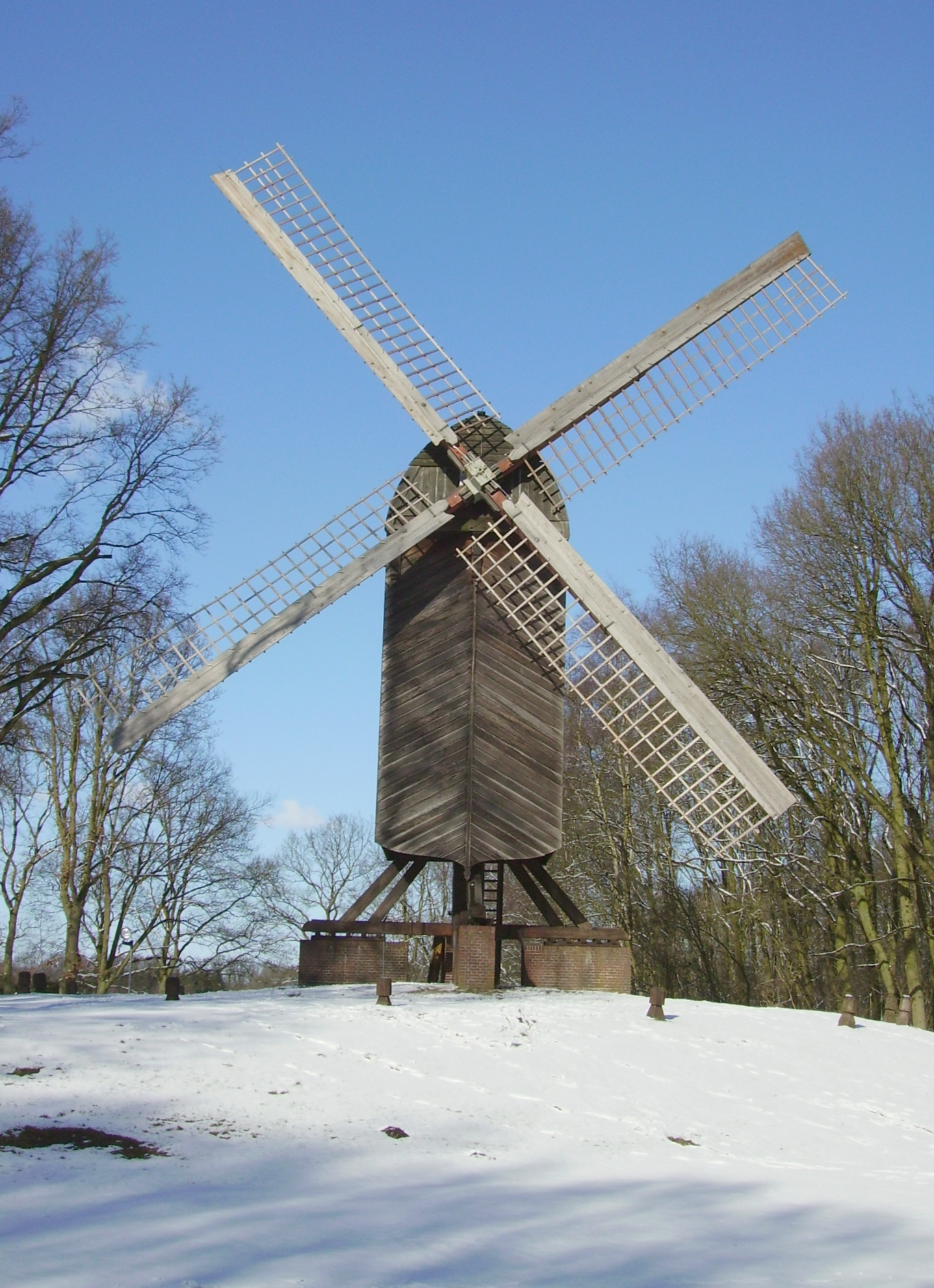
Speckenbütteler Park

### Erhaltene Windmühlen
Bremen
- Arberger Mühle, Arbergen, Galerieholländer von 1803
- Arster Mühle, Arsterdamm 186 in Obervieland, Sockel einer Gallerieholländer von 1852, 1923 durch Blitzschlag abgebrannt[2]
- Herdentorswallmühle, Mitte, Galerieholländer von 1833
- Horner Mühle, Horn-Lehe, Leher Heerstraße 98, Galerieholländer von 1849
- Mahndorf: Uphuser Heerstraße 96, Rumpf einer Galerieholländermühle[3]
- Oberneulander Mühle, Oberneuland, Ersatz für eine frühere Bockwindmühle vom frühen 17. Jahrhundert, 1840 abgebrannt, Holländermühle von 1848, 1972 Mühlenabteilung des Focke-Museums
- Osterholz: Osterholzer Möhlendamm 44, Sockel einer Mühle
- Rekumer Mühle, Rekum, Wallholländermühle von 1873, zerstört 1962, Wiederaufbau 1968
- Wallmühle in den Bremer Wallanlagen: siehe Herdentorswallmühle

Bremerhaven
- Speckenbüttel, Timmermann-Allee 33: Windmühlen auf dem Mühlenberg im Freilichtmuseum: 1986 neue Bockwindmühle als Ersatz für die jeweils abgebrannten beiden Mühlen (s. unten)[4][5]
- Nachrichtlich:
  - Schiffdorfer Windmühle, An der Mühle 4: Galerieholländer von 1864 als Kornwindmühle von W. Harrje und der Witwe J.N. Harrje
  - Schiffdorf, Wehdener Straße 32: Rumpf einer Holländermühle
  - Debstedt, An der alten Mühle 4a: Rumpf einer Holländermühle

### Frühere Windmühlen
Bremen
- Arbergen, Bockwindmühle von 1582 bis vermutlich um 1800
- Blumenthal, Lobbendorfer Mühle, als Holländermühle 1890 erbaut, 1937 vom Blitz getroffen und abgebrannt[6]
- Blumenthal, Mühlenstraße: Bockwindmühle von 1762, seit um 1856 Galerieholländer, Flügelabbau von 1910, später auch der Rumpf
- Burglesum, Burgdammer Mühle, um 1620 von Diedrich Hoyer errichtete Bockmühle, 1804 von Johann Wilhelm Meyerholz durch eine Galerieholländermühle ersetzt, am 13. Februar 1964 gesprengt[7]
- Gröpelingen: Luchtbergstraße: Seit 1691 bis 1788 (abgebrannt), Wiederaufbau als Galerieholländer, ab um 1890 Motorbetrieb, 1944 zerstört; Besitzer u. a.: Müllermeister Garbade (ab 1879), Dietrich Meyer (ab 1902), Peter Kähler (ab 1919)
- Hemelingen, nahe beim Hemelinger Tunnel (Westseite), Galerieholländer von um 1840, gesprengt am 18. September 1961
- Mitte:
  - Doventorsmühle von 1730, Holländermühle, am 20. Dezember 1943 durch Bomben zerstört
  - Ölmühle des Franz Köcheln am Stephanitorsbollwerk
  - Stephanitorsmühle von 1846 bis 1911 (oberer Teil abgebrannt) bzw. Rest als Wohnhaus bis 1930
- Neustadt: 
  - Grünenstraße 22, im 19. Jahrhundert Mühlenbaubetrieb von Heinrich Hauschildt (um 1850)
  - Trantelsche Mühle am Leibnizplatz: Bockwindmühle als Pulvermühle, dann im 19. Jh. Holländer-Kornmühle, 1861 erworben von Hinrich Trantel, 1900 verkauft an Ingwer Sönksen, 1911 abgebrannt (Bild von 1900 in Schwarzwälder A-Z)
- Oberneuland, Bockwindmühle, vermutlich vom frühen 17. Jahrhundert, 1768 erwähnt, 1840 abgebrannt
- Rekum, Bockmühle von 1430
- Vegesack:
  - von Tjarck Brinkama 1775 errichtete Mühle, Nachfolgebau 1807 von dessen Sohn Jakob, zwischen 1880 und 1900 abgebrannt
  - von Gerhard Luyties 1827 beim heutigen Sedanplatz erbaute Mühle, zwischen 1880 und 1900 abgebrannt[8]
  - Grohner Mühle, Windmühle am Grohner Mühlenweg, eingeschossiger Mühlenstumpf wurde Mitte der 2000er abgerissen
- Walle, Westend: Haferkamp-Mühle als Holländermühle und Dampfmühle im 19. Jahrhundert 1850er Jahre von Heinrich Hauschildt, verkauft in den 1860er Jahren an Firma Rost und in den 1870er Jahren an den Müller Johann Otten, betrieben durch die Familie bis kurz vor 1914 als Getreide-, Reis- und Farbholzmühle

Bremerhaven
- Geestemünde: Windmühle an der Straße An der Mühle / Schillerstraße
- Lehe:
  - Wilhelm Dilich Kupferstich von 1604 zeigt drei Windmühlen
  - Eitsche Graupenmühle als Holländermühle von um 1838 bis 1902/04[4]
  - Nordernfeldmühle
  - Mühle auf dem Brinkkamp
- Leherheide: Holländermühle am Ginsterweg, von 1911 bis zum Anfang der 1920er Jahre[4]
- Mitte: Dohrmannmühle als Gallerieholländer von 1835 bis um 1886 auf dem Geestedeich, Mühlenstraße
- Speckenbüttel: abgebrannte Mühlen
  - 1935 bis 1941: ältere Bockwindmühle aus Nordleda
  - 1960 bis 1983: Erd-Holländermühle, 1827 als Schöpfwerk im Land Hadeln, von 1850 bis 1958 als  Getreidemühle in Holßel
- Wulsdorf: Brakhansche Mühle als Galerieholländer-Windmühle am Sandfahrel von 1856 bis 1960er Jahre, erste Mühle in Wulsdorf[4]

## Wassermühlen

### Erhaltene Wassermühlen
- Bremen – Schönebeck, Im Dorfe 7a, Mühlenrad nicht mehr vorhanden

### Frühere Wassermühlen
- Obere Wassermühle an der Ihle am Klostermühlenweg in Bremen-Lesum, gehörte zum Kloster Lilienthal
- Untere Wassermühle an der Ihle in Bremen-Lesum an der Hindenburgstraße

## Straßen und Orte mit Mühlenbezug
Bremen
- Am Mühlenbruch, Burglesum, Ortsteil Lesum
- An der Horner Mühle, Horn-Lehe, Ortsteil Lehester Deich
- An der Lobbendorfer Mühle in Blumenthal, Fähr-Lobbendorf
- Außer der Schleifmühle, in Bremen-Mitte, Ortsteil Ostertor
- Blauholzmühle, Burglesum, Ortsteil Lesum
- Burgdammer Mühlenberg, Burglesum, Ortsteil Burgdamm
- Grohner Mühlenweg, Vegesack, Ortsteil Grohn
- Klostermühlenweg, Burglesum, Ortsteil Lesum
- Mühlenacker, Burglesum, Ortsteil Lesum
- Mühlendamm, Obervieland, Ortsteil Asten (Straße entwidmet)
- Mühlenfeldstraße, Oberneuland
- Mühlenstraße in Blumenthal, Ortsteil Lüssum-Bockhorn
- Mühlenweg, Oberneuland
- Mühlenthal in St. Magnus mit dem ehem. Schloss Mühlenthal (1871–1933)
- Mühlenviertel in Horn-Lehe, Lehester Deich
- Osterholzer Möhlendamm, Osterholz
- Queerenstraße in der Altstadt zwischen Sögestraße und Katharinenstraße, benannt nach den Quernen als Handmühlen
- Windmühlenstraße in St. Magnus, Verlängerung des Grohner Mühlenweg

Bremerhaven
- An der Mühle, Geestemünde, zunächst Mühlenstraße benannt nach der alten Windmühle, die östlich der Schillerstraße in Höhe der späteren Spichernstraße stand
- Mühlenstraße, Mitte

## Industrielle Mühlen
- Vegesack Tannenstraße, Dampfmühle von 1882 bis 1897 (abgebrannt)
- Rolandmühle von 1897, industrielle Getreidemühle mit ständiger Erweiterung und Ausbau, 1979 Zerstörung durch Mehlstaubexplosion, danach wieder vollständiger Aufbau, heute im Mühlenverbund Roland Mills United; jährlich 350.000 Tonnen Getreide werden zu Mehlprodukten verarbeitet (2016).
- Durch den Bau des Getreidehafens und der Getreideverkehrsanlage von 1897 bzw. 1916/19 in Bremen erhielt die benachbarte Rolandmühle die erforderliche Infrastruktur für überseeische Zulieferungen. Das Getreidesilo fasste 32.000 Tonnen. 1929 folgte das Silo II mit über 40.000 Tonnen Kapazität.
- Kelloggs Deutschland, von 1963 bis 2018 mit Sitz in der Überseestadt, stellte u. a. Getreideprodukte her.
- Rickmers Reismühle, seit 1988 mit Sitz in der Überseestadt, produziert Reisprodukte.

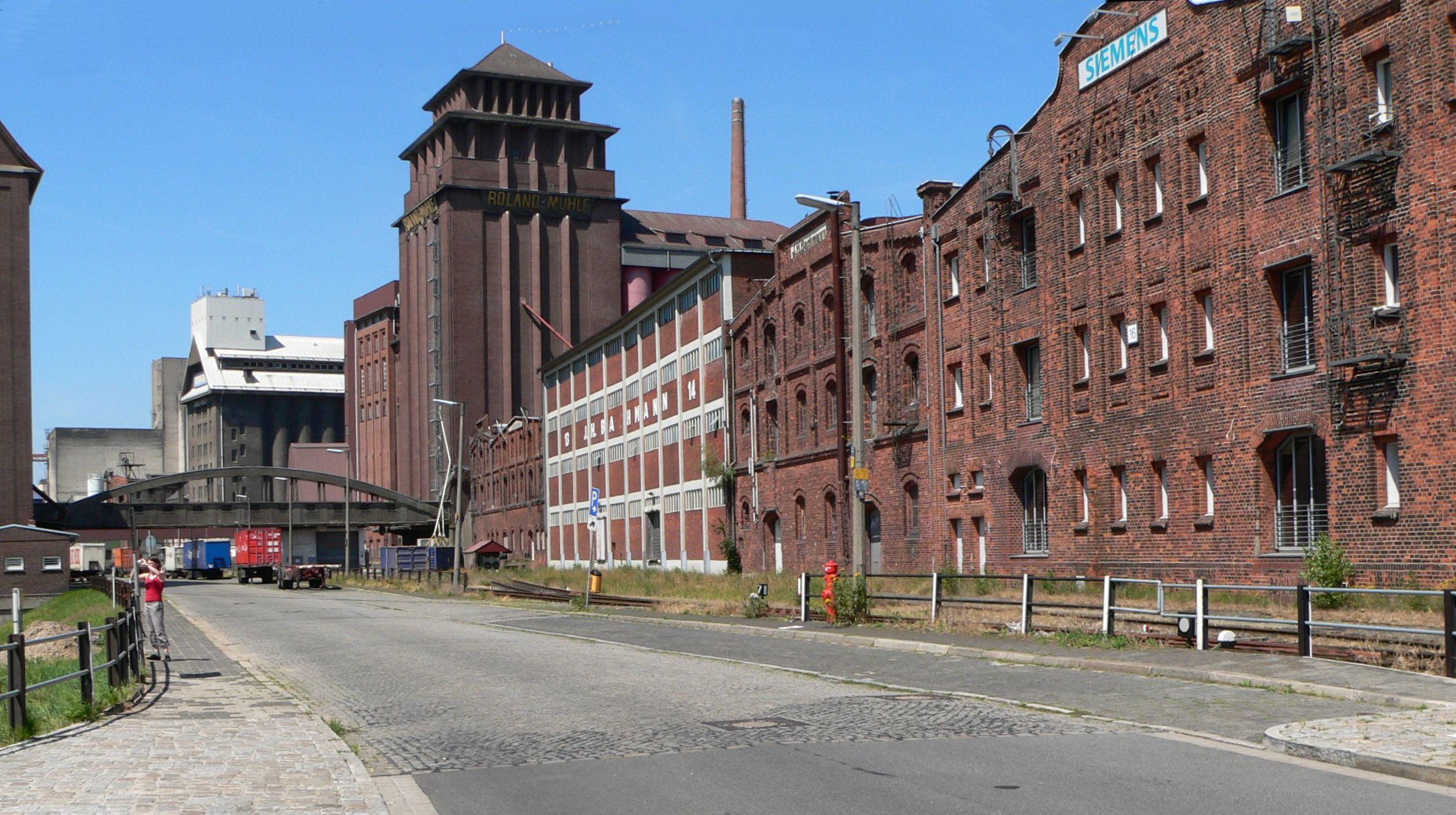
Rolandmühle Bremen
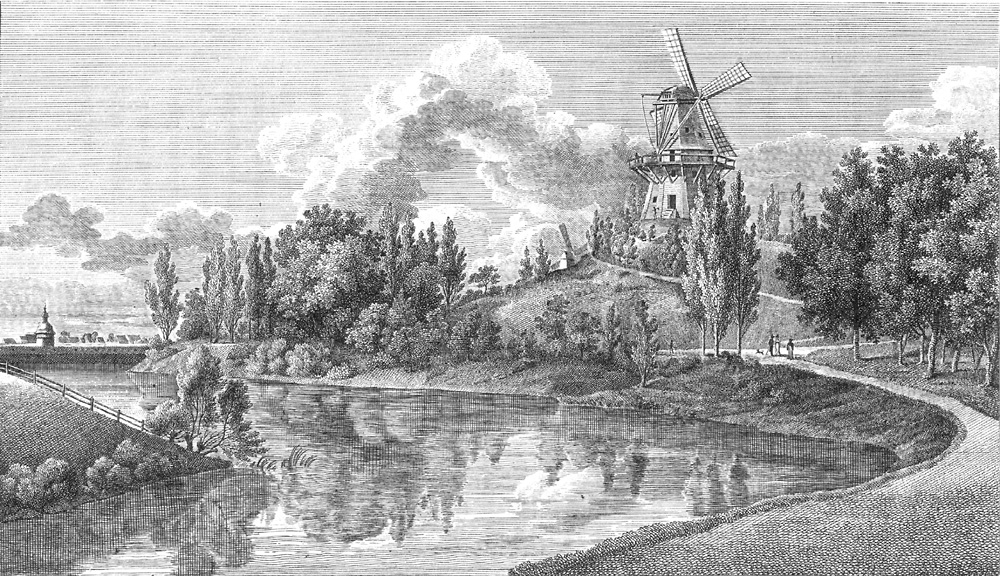
Wallmühle 1820
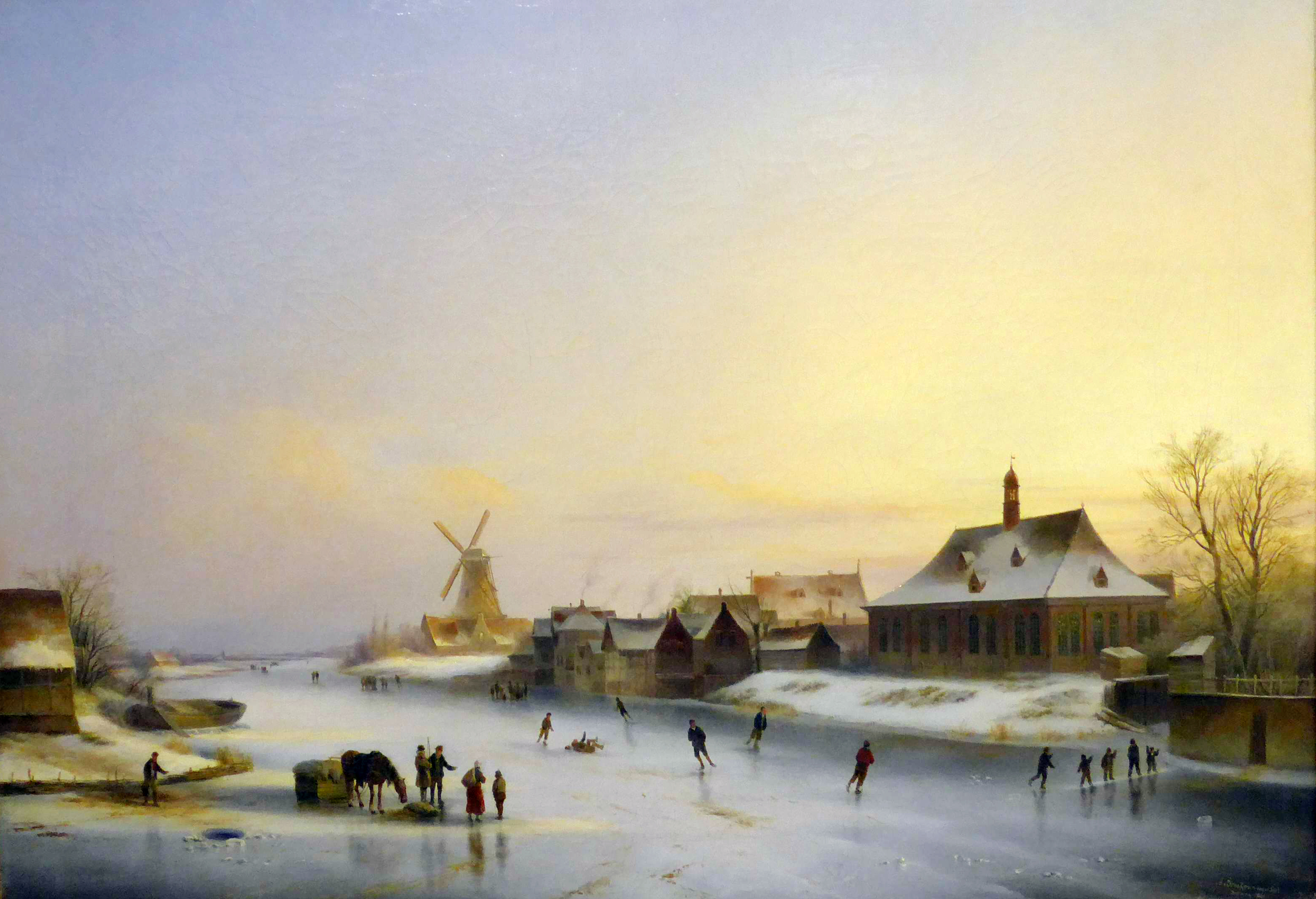
Bremer Neustadt 1841
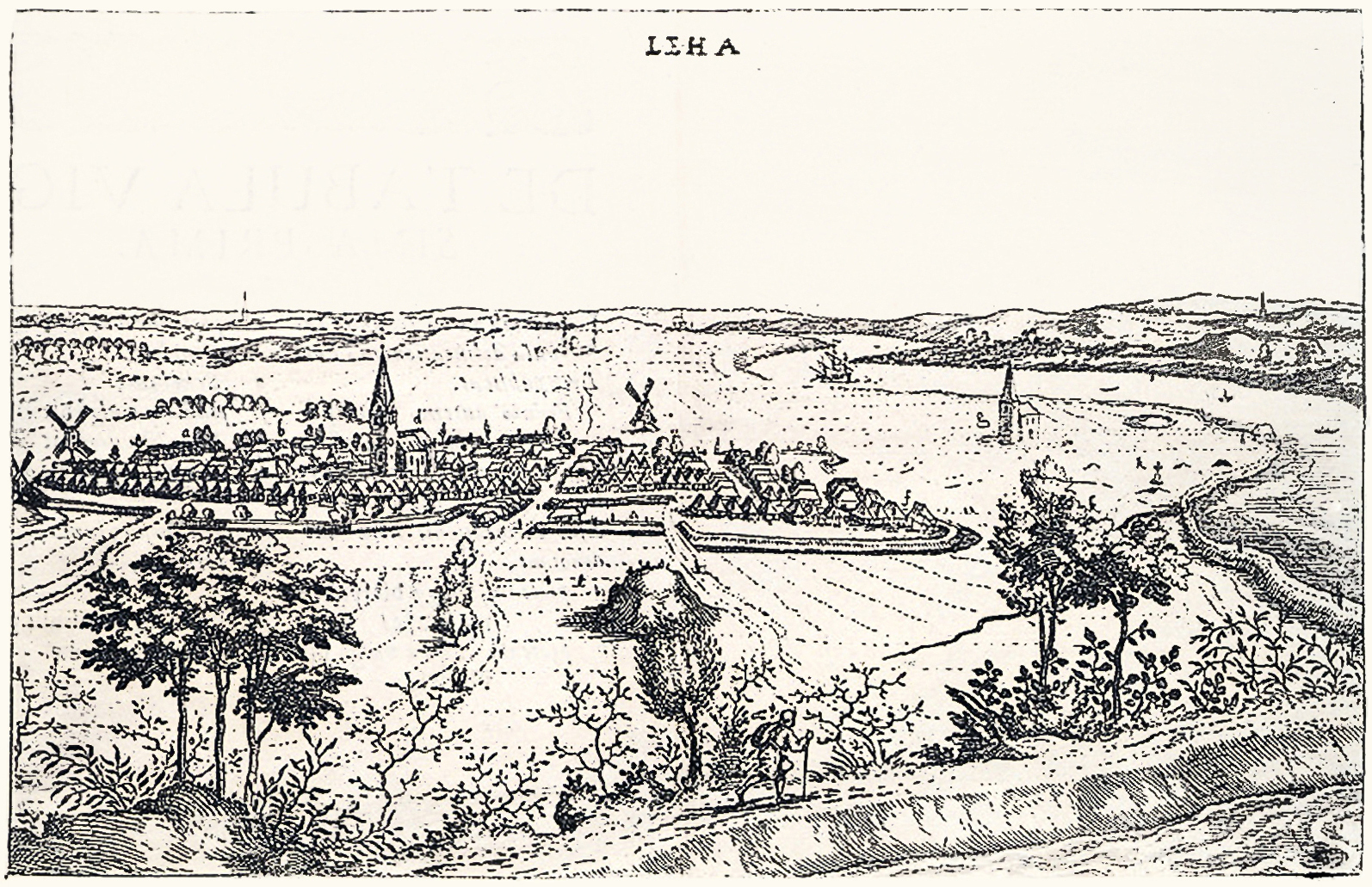
Lehe mit drei Mühlen 1604